# 庇護九世站
庇護九世站（法語：Station Pie-IX）位於加拿大魁北克省蒙特利爾，服務附近的居民。蒙特利爾奧林匹克體育場也在此站附近。

## 外部連結
- （法文）（英文）蒙特利爾交通局：庇護九世站 （页面存档备份，存于）（英文） （页面存档备份，存于）
- （法文）（英文）：庇護九世站 （页面存档备份，存于）（英文） （页面存档备份，存于），含有庇護九世站的資訊、歷史、車站結構與藝術品資料。